# Артемов Володимир Юрійович
Володимир Юрійович Артемов — український науковець і педагог. Доктор педагогічних, кандидат юридичних наук, професор, полковник. Академік АН вищої школи України з 2022 року за відділенням психології, педагогіки та міждисциплінарних проблеми розвитку людини.

## Біографія
Народився 25 жовтня 1977 року у м. Києві. Закінчив КНУ ім. Т.Шевченка, за освітою — філолог. З 1999 року — співробітник СБУ. 2007 р. захищена кандидатська дисертація за спецтемою (Академія СБУ). З 2015 р. — доктор педагогічних наук, тема дисертації «Теоретико-методичні основи формування деонтологічної компетентності фахівців із організації захисту інформації з обмеженим доступом». Доцент з 2013 р., професор з 2021 р.
Результати досліджень викладені у понад 300 публікаціях. Особисто та у складі авторських колективів підготував та опублікував 4 монографії (2 з яких підготовлені одноосібно), 3 частини до колективних монографій, які підготовлені англійською мовою, а також коментар до 21 глави Кримінального процесуального кодексу України «Негласні слідчі (розшукові) дії». 
2 підручники (затверджені МОН України), 8 навчальних посібників (2 рекомендовані МОН України). Підготував двох кандидатів наук.
Член 4-х редколегій науково-практичних видань, в тому числі 3-х таких, де публікуються матеріали з обмеженим доступом. Медаль Президента України «За участь в АТО».